# Aplocera cassiata
Aplocera cassiata är en fjärilsart som beskrevs av Treitschke 1828. Aplocera cassiata ingår i släktet Aplocera och familjen mätare. Inga underarter finns listade i Catalogue of Life.